# Momsredovisning
Momsredovisning betecknar periodisk redovisning av mervärdesskatt, moms, till Skattemyndigheten av den som är momsskyldig. I Sverige sker momsredovisning månadsvis, kvartalsvis eller årsvis, bland annat beroende på omsättningens storlek.
Momsredovisning sker genom att skillnaden mellan utgående moms (moms på sålda varor och tjänster) och ingående moms (moms på köpta varor och tjänster) beräknas, för att få fram det belopp som skall betalas in till Skattemyndigheten, alternativt fås i retur.
Momsåtervinning från andra EU länder har momsregistrerade rätt till efter ansökan till skatteverket. Du behöver inte vara momsregistrerad i det land du söker tillbaka moms ifrån. Momsåtervinning det vill säga momsåterbetalning av moms kan göras från länder där man inte bedriver en momspliktig omsättning. Ändå förlorar många företag idag stora summor pengar varje år genom antingen genom svåra eller otydliga regler eller genom tidsbrist för att kunna genomföra en korrekt momsåtervinning 